# Robert Montgomery Bird

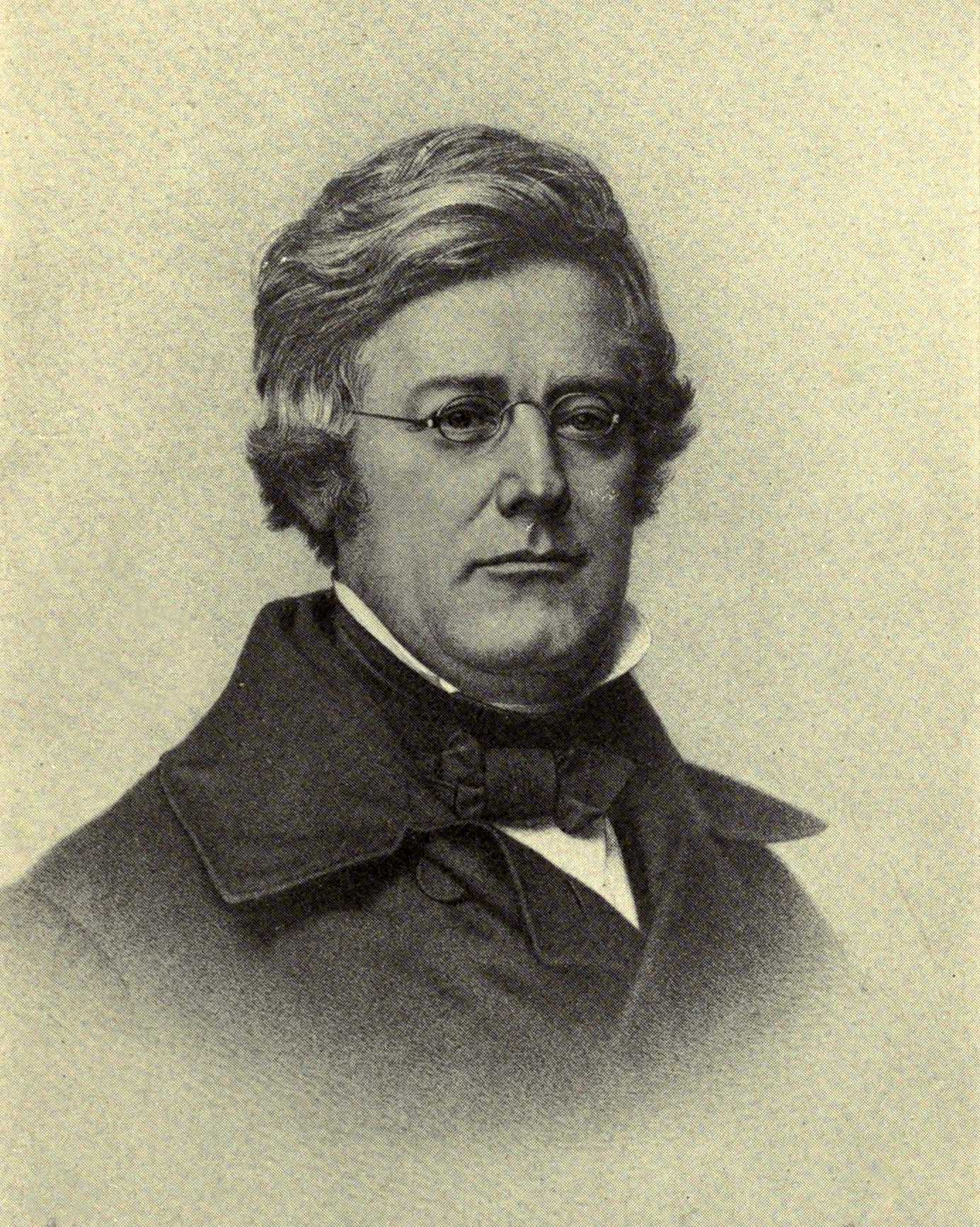
Robert Montgomery Bird (1854)

Robert Montgomery Bird (* 5. Februar 1806 in New Castle, Delaware; † 23. Januar 1854 in Philadelphia, Pennsylvania) war ein nordamerikanischer Schriftsteller, der vor allem mit dem 1837 veröffentlichten Kentucky-Roman Nick of the Woods (Der Teufel der Wälder) erfolgreich war. „Mit dieser Abenteuergeschichte aus der Zeit der blutigen Kämpfe zwischen Grenzern und Indianern wollte er, wie er im Vorwort zu der Ausgabe von 1853 ausdrücklich erklärt, gegen die Vorstellung vom 'edlen Wilden' protestieren“, heißt es in Kindlers Neuem Literatur Lexikon. Für Bird waren die „Rothäute“ Barbaren. Allerdings schilderte er die weißen Grenzer als kaum weniger grausam.

## Leben und Werk
Bird begann bereits während seines Medizinstudiums an der University of Pennsylvania Erzählungen zu schreiben, die ab 1827 im Philadelphia Monthly Magazine erschienen. Bald nach seiner Graduierung entschloss er sich, statt einer medizinischen eine literarische Laufbahn einzuschlagen. 1828 gewann er mit seinem Bühnenstück Pelopidas einen von Edwin Forrest ausgesetzten, mit 1.000 Dollar dotierten Preis, doch dieses wurde nicht produziert. Erst 1831 brachte Forrest Birds The Gladiator auf die Bühne. Bird lieferte weitere erfolgreiche Stücke, doch da er sich in finanzieller Hinsicht von Forrest übervorteilt fühlte, wendete er sich dem Romanschreiben zu. Seine Themen blieben zunächst historisch (das antike Rom, Griechenland, die neuzeitliche Geschichte Südamerikas), bis er mit Nick of the Woods die zeitgenössischen Indianer Nordamerikas „entmythologisiert“, wie Kindlers meint. Ab 1837 betätigte sich Bird zudem journalistisch; er wurde Mitherausgeber des American Monthly Magazine und 1847 Herausgeber der North American and United States Gazette (Philadelphia, PA). Daneben unterrichtete er Medizin am Pennsylvania Medical College und bewarb sich 1842 um einen Sitz im Kongress. Seit 1840 lebte er in Maryland auf einer Farm an der Ostküste. Er starb in Philadelphia 1854.

## Werke (Auswahl)

### Tragödien
- The gladiator, entstanden 1831, Erstausgabe 1919
- Oralloossa, Uraufführung 1832, Erstausgabe 1919
- The broker of Bogotá, Uraufführung 1834, Erstausgabe 1919

### Romane

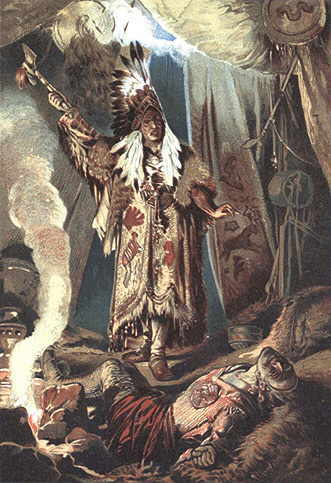
Illustration aus dem Jahr (1883) von Hermann Vogel zu Die Gefahren der Wildnis (Nick of the woods, or The Jibbenainosay)

- Calavar, or the knight of the conquest, 1834 (Calavar oder Der Ritter der Eroberung)
- The infidel, or The fall of Mexico, 1835
- Nick of the woods, or The Jibbenainosay, 1837 (dts.: Der Waldteufel, Stuttgart 1928, auch unter dem Titel Die Gefahren der Wildnis erschienen)[3]